# Bernhard Schachner (Fußballspieler, 1986)
Bernhard Schachner (* 10. Jänner 1986) ist ein ehemaliger österreichischer Fußballspieler. Er stand zuletzt beim FC Admira Wacker Mödling in der ersten österreichischen Bundesliga unter Vertrag. 

## Leben
Er kam über die AKA Admira in die Kampfmannschaft und war auch ÖFB-Nachwuchsspieler. Sein Debüt gab er am 29. Mai 2005 im Spiel gegen Austria Wien. Am 10. September 2011 erzielte er in seinem 14. Bundesligaspiel sein erstes Tor in der höchsten Spielklasse.
Schachner beendete im Juni 2015 im Alter von 29 Jahren seine Karriere wegen einer chronischen Achillessehnenentzündung.

## Erfolge
- 1× Meister Erste Liga: 2011